# Fred Farren
Fred W. Farren là một cầu thủ bóng đá người Anh thi đấu ở vị trí hậu vệ trái.

## Sự nghiệp
Farren thi đấu cho Kettering Town, Bradford City và Halifax Town. Đối với Bradford City, ông có 87 lần ra sân ở Football League; ông cũng có 8 lần ra sân ở Cúp FA.